# دهستان حاجیلار شمالی
دهستان حاجیلار شمالی به مرکزیت روستای کمال آباد یکی از دهستان‌های بخش حاجیلار شهرستان چایپاره واقع در شمال استان آذربایجان غربی است.
این دهستان در سال ۱۳۸۶ پس از تأسیس شهرستان چایپاره تأسیس شد.
براساس سرشماری مرکز آمار ایران در سال ۱۳۹۵، جمعیت این دهستان برابر با ۲٬۵۷۹ نفر (۶۹۳ خانوار) بوده است. 